# Brentenjoch
Das Brentenjoch ist ein 2000 m ü. A. hoher Berg in den Tannheimer Bergen der Allgäuer Alpen. Hauptgipfel und Hauptaufbau befinden sich im österreichischen Bundesland Tirol.
Ein Nordost-Grat verbindet den Hauptgipfel mit einem 1963 m ü. A. hohen namenlosen Nebengipfel und der Bergschulter Rossberg, auf der eine 1945 m ü. A. hohe Kammerhebung sitzt.

## Namensherkunft
Ursprünglich wurde die Bezeichnung „Roßberg“ auf Pfrontener und Gräner Seite für den ganzen Berg verwendet und ist für das Jahr 1561 erstmals in einer Tannheimer Urkunde belegt. Auf Vilser Seite verwendete man „Roßberg Saul“. Für eine Verebnungszone in der Südflanke wurde jedoch die Bezeichnung „Brentjoch“ verwendet. Dieser Name wurde nach und nach die offizielle Bezeichnung für den Hauptgipfel. Die Bezeichnung könnte von Brandrodungen im Latschen-Wald stammen.

## Lage und Umgebung
Das Brentenjoch erhebt sich über dem Vilstal bei Pfronten, von dem es sechseinhalb Kilometer entfernt ist. Die Entfernung zu Vils und Grän beträgt vier Kilometer. Westlich des Brentenjochs liegt der Aggenstein (1985 m), über die Einschartung zwischen beiden Bergen verläuft die Grenze zwischen Deutschland und Österreich. Östlich des Bergs verläuft das Alptal, nach Südwesten zieht das Tal des Seebachs.

## Stützpunkte
Am Aggenstein, etwas oberhalb der Einschartung zwischen den Bergen, befindet sich die Bad Kissinger Hütte (1792 m). Die im Jahr 1880 erstmals gebaute Hütte hieß früher Pfrontener Hütte. Sie ist im Sommer von Mai bis Oktober geöffnet und bietet den Gästen Zimmerlager und Bettenlager an. Im Winter steht ein Winterraum zur Verfügung.
Im Alptal befindet sich die Vilser Alm (1228 m), die das ganze Jahr über mit einigen Unterbrechungen geöffnet ist. Sie bietet 44 Personen Platz.

## Besteigungen
Auf das Brentenjoch führen mehrere Anstiege. Ausgangspunkte sind die Gräner Ortsteile Enge und Lumberg sowie die Stadt Vils.
Von Enge führt der Weg zunächst über einen Forstweg ins Seebachtal. Das Tal entlang auf normalen Wanderwegen wird die Sebenalm erreicht; von dort steigt der Weg zum Vilser Jöchl (1718 m) an. Durch einen Wald aus Bergkiefern erreicht man die freie Südflanke und von dort geht es über den flachen Südgrat auf den Gipfel. Auch zur Vilser Alm führt ein Fahrweg von Vils hinauf, der sich bis zur Durchachalm fortsetzt. Von dort aus führt ebenfalls ein Wanderweg hinauf zum Vilser Jöchl.
Der Tannheimer Höhenweg verbindet die Bad Kissinger Hütte mit dem Brentenjoch über dessen Westgrat. Die Bergstation der Seilbahn auf das Füssener Jöchl ist Ausgangspunkt für den Gräner Höhenweg, der über den Sefensattel ins Sebental und zur Sebenalm führt. Von der Bergstation der Breitenbergbahn führt ein Wanderweg zu der Einschartung zwischen Brentenjoch und Aggenstein.
Um den Rossberg über den teilweise ausgesetzten Grat zu erreichen, sind absolute Trittsicherheit und elementare Kletterkenntnisse nötig. In der Nordwand sind Klettereien möglich.

## Bilder

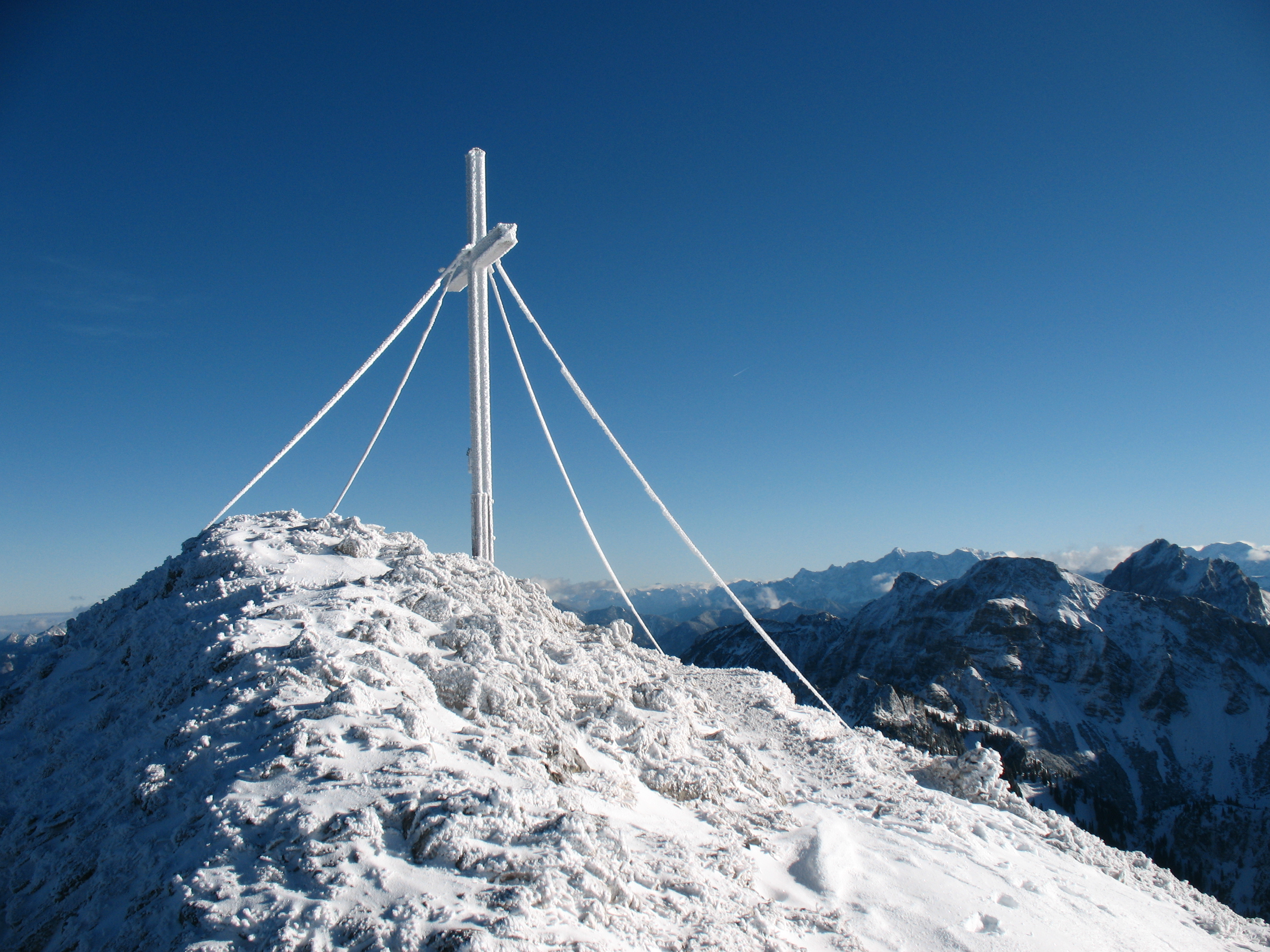
Gipfelkreuz
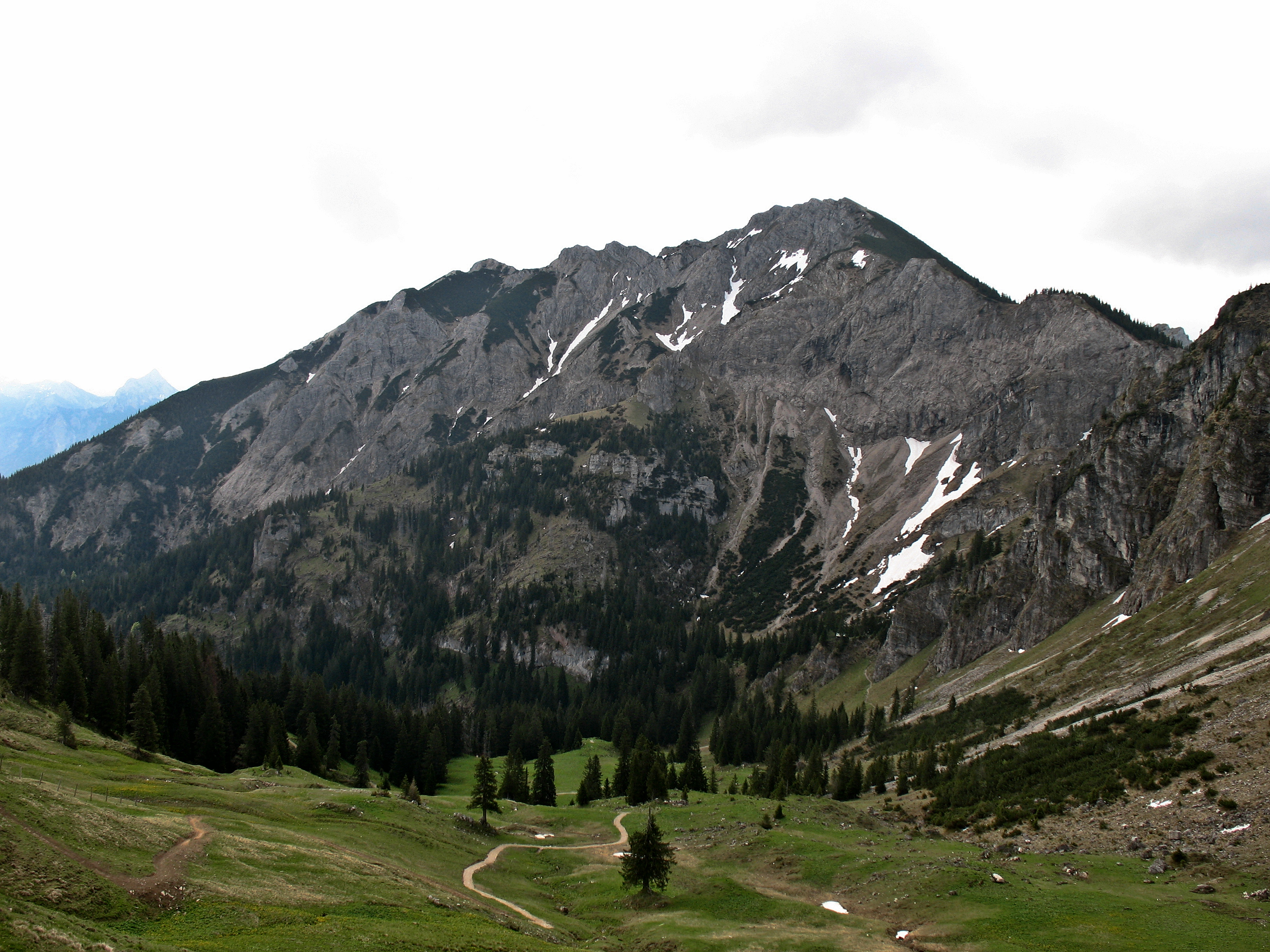
Nordflanke
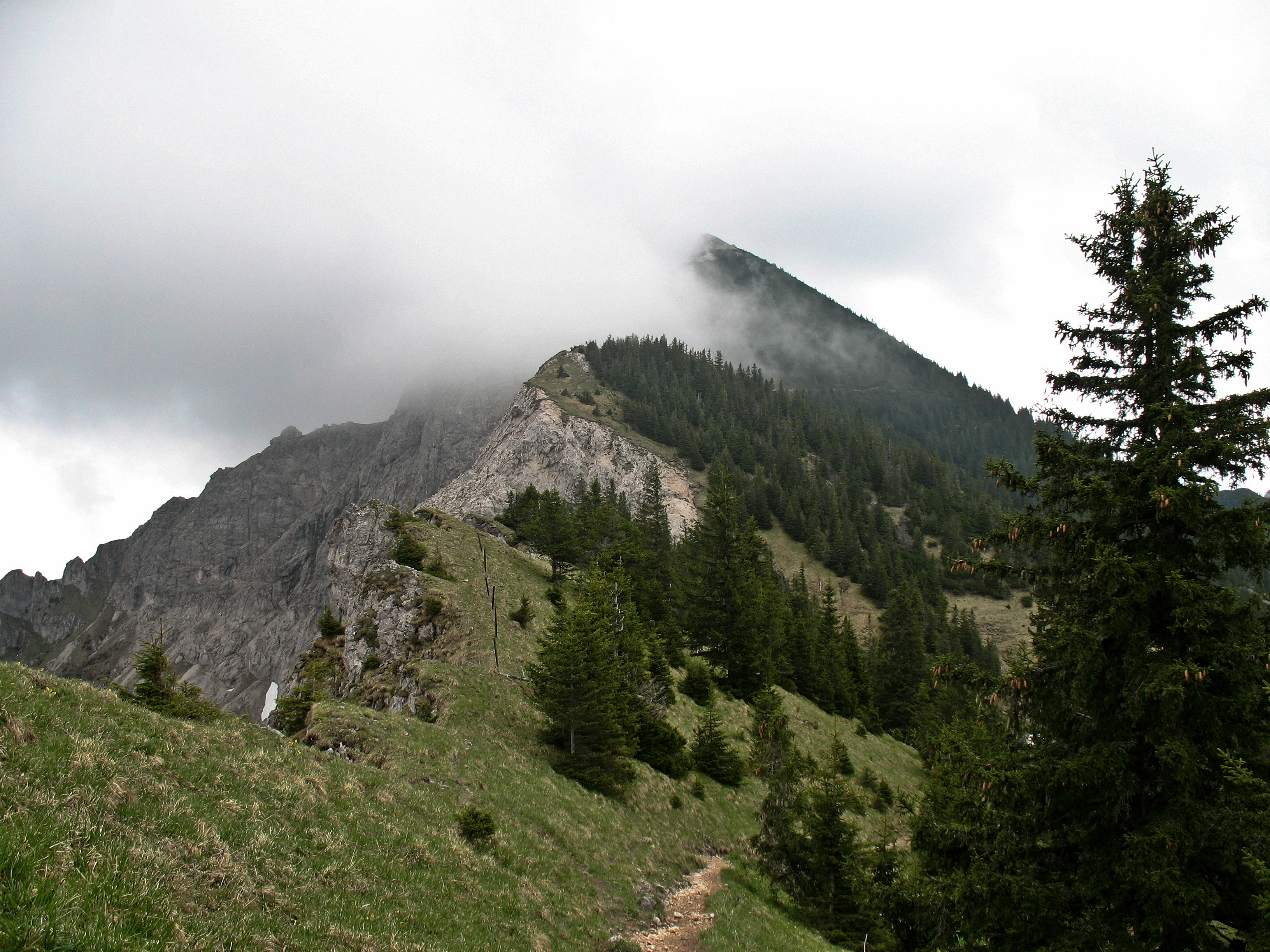
Westgrat
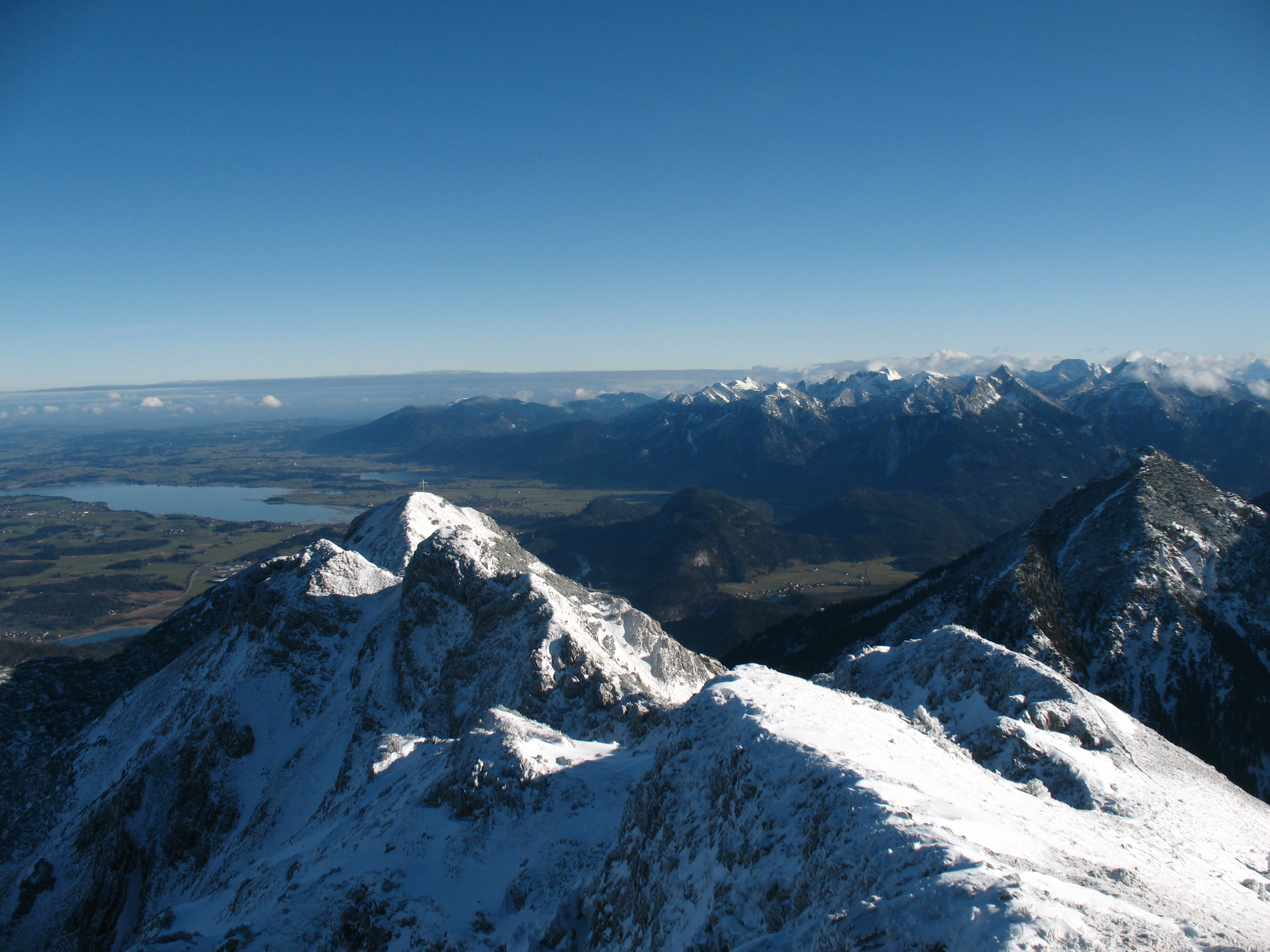
Rossberg und Forggensee
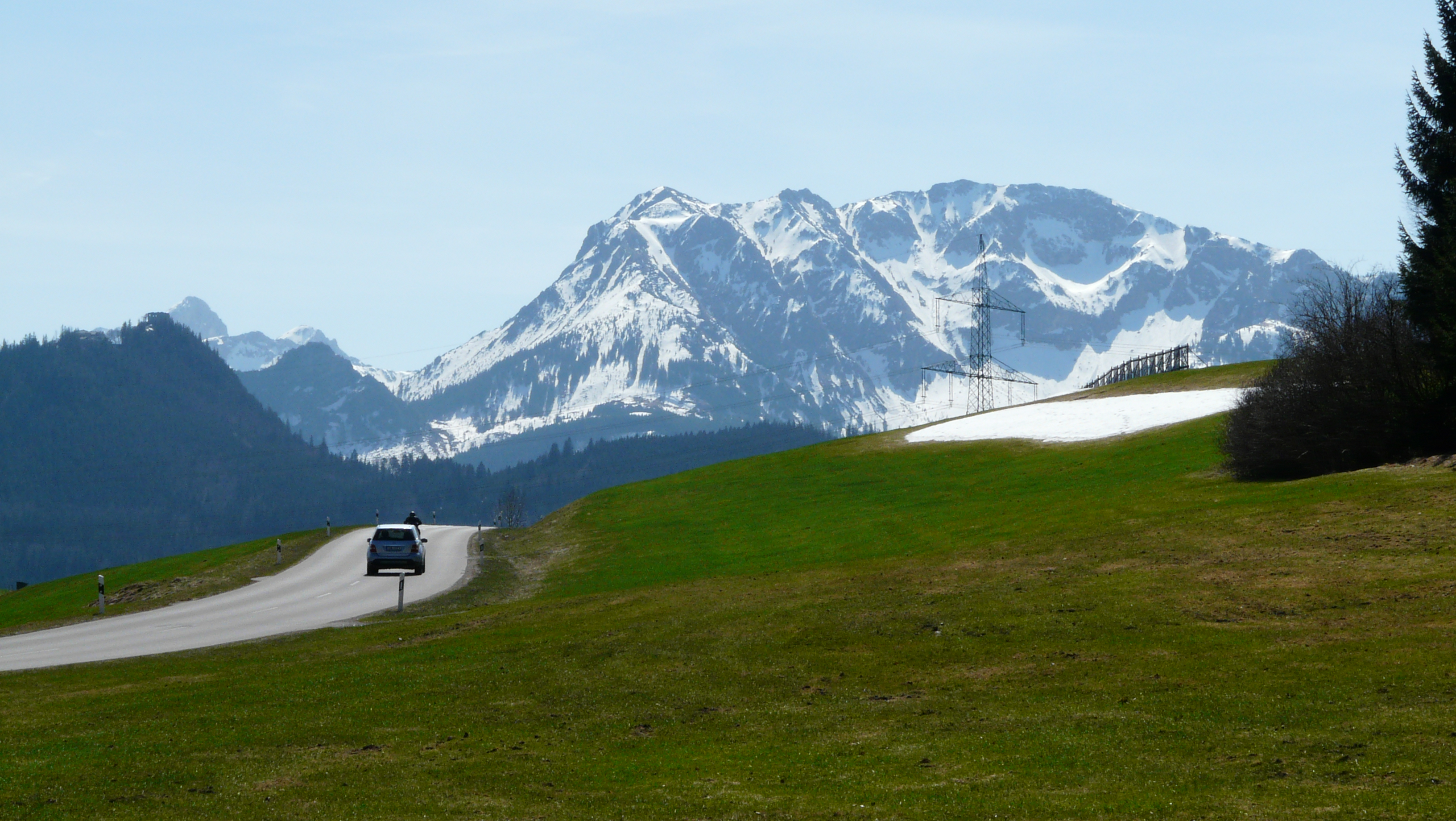
Brentenjoch von Norden